# Конечно
Конечно (пол. Konieczno) — село в Польщі, у гміні Влощова Влощовського повіту Свентокшиського воєводства.
Населення — 993 особи (2011).
У 1975—1998 роках село належало до Келецького воєводства.

## Демографія
Демографічна структура на день 31 березня 2011 року:
|          | Загалом | Допрацездатний вік | Працездатний вік | Постпрацездатний вік |
| -------- | ------- | ------------------ | ---------------- | -------------------- |
| Чоловіки | 478     | 99                 | 322              | 57                   |
| Жінки    | 515     | 106                | 274              | 135                  |
| Разом    | 993     | 205                | 596              | 192                  |